# Melicope macrophylla
Melicope macrophylla är en vinruteväxtart som beskrevs av Merrill & Perry. Melicope macrophylla ingår i släktet Melicope och familjen vinruteväxter. Inga underarter finns listade i Catalogue of Life.